# Amtshauptmannschaft Auerbach

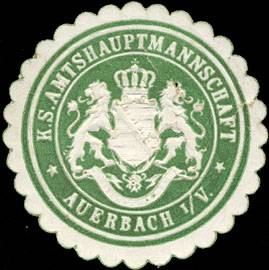
Siegelmarke Königlich Sächsische Amtshauptmannschaft Auerbach

Die Amtshauptmannschaft Auerbach war ein Verwaltungsbezirk im Königreich Sachsen. Das Verwaltungsgebiet bestand auch im nachfolgenden Freistaat, Gau bzw. Land bis 1952. Sein Gebiet gehört heute zum Vogtlandkreis in Sachsen. Von 1939 bis 1952 hieß der Verwaltungsbezirk Landkreis Auerbach.

## Geschichte
Die mit Wirkung vom 15. Oktober 1874 gegründete Amtshauptmannschaft ging aus den Gerichtsamtsbezirken Auerbach/V., Falkenstein, Lengenfeld, Klingenthal und Treuen hervor. Sie hatte ihren Verwaltungssitz in Auerbach.
Der Begriff Amtshauptmannschaft wurde 1939 in die reichseinheitliche Bezeichnung Landkreis überführt.
1952 wurde der Landkreis Auerbach durch die DDR-Kreisreform aufgelöst. Nachfolger wurden am 25. Juli 1952 die neuen Kreise Auerbach, Reichenbach und Klingenthal.

## Verwaltungsgliederung
Zum Verwaltungsgebiet gehörten die Städte Auerbach/Vogtl., Falkenstein/Vogtl., Lengenfeld (Vogtland) und Treuen sowie 65 Dörfer. 1910 lebten 127.250 Einwohner im Verwaltungsgebiet.
Einzelne selbständige Gutsbezirke waren gesondert aufgeführt, sind aber in den Einwohnerzahlen der umliegenden Gemeinden aufgeführt.
| Stadt                               | Stadt                   | Einwohnerzahl | Gemeinde                                                                          | Gemeinde                                                                          | Einwohnerzahl | selbständiger Gutsbezirk (1. Dez. 1900) | Einwohnerzahl |
| ----------------------------------- | ----------------------- | ------------- | --------------------------------------------------------------------------------- | --------------------------------------------------------------------------------- | ------------- | --------------------------------------- | ------------- |
| AMTSHAUPTMANNSCHAFT gesamt: 127.250 |                         |               |                                                                                   |                                                                                   |               | selbständiger Gutsbezirk (1. Dez. 1900) | Einwohnerzahl |
| Städte                              | Städte                  | 43.555        | Gemeinden                                                                         | Gemeinden                                                                         | 83.695        | selbständiger Gutsbezirk (1. Dez. 1900) | Einwohnerzahl |
| 1                                   | Falkenstein/Vogtl.      | 15.744        | 3                                                                                 | Rodewisch                                                                         | 9.494         | Staatsgut Untergöltzsch                 | 717           |
| 2                                   | Auerbach/Vogtl.         | 12.721        | 6                                                                                 | Klingenthal                                                                       | 6.158         | Hammergut Rautenkranz                   | 171           |
| 4                                   | Treuen                  | 8.240         | 7                                                                                 | Ellefeld                                                                          | 5.875         | Rittergut Unterlauterbach               | 49            |
| 5                                   | Lengenfeld              | 6.850         | 8                                                                                 | Brunndöbra                                                                        | 3.919         | Rittergut Niederauerbach                | 42            |
|                                     |                         |               | 9                                                                                 | Zwota                                                                             | 2.964         | Rittergut Plohn unteren Teils           | 41            |
| 10                                  | Mühlgrün                | 2.864         | Rittergut Auerbach unteren Teils                                                  | 31                                                                                |               |                                         |               |
| 11                                  | Untersachsenberg        | 2.488         | Rittergut Plohn oberen Teils                                                      | 29                                                                                |               |                                         |               |
| 12                                  | Grünbach                | 2.396         | Hammergut Morgenröthe                                                             | 28                                                                                |               |                                         |               |
| 13                                  | Sorga                   | 2.226         | Rittergut Obergöltzsch                                                            | 24                                                                                |               |                                         |               |
| 14                                  | Georgenthal             | 2.162         | Rittergut Auerbach oberen Teils                                                   | 23                                                                                |               |                                         |               |
| 15                                  | Rempesgrün              | 2.019         | Rittergut Falkenstein                                                             | 23                                                                                |               |                                         |               |
| 16                                  | Rebesgrün               | 1.903         | Rittergut Weißensand                                                              | 22                                                                                |               |                                         |               |
| 17                                  | Bergen                  | 1.888         | Rittergut Dorfstadt                                                               | 21                                                                                |               |                                         |               |
| 18                                  | Rothenkirchen           | 1.827         | Waldgut Obersachsenberg                                                           | 21                                                                                |               |                                         |               |
| 19                                  | Dorfstadt               | 1.699         | Staatsforstrevier Tannenhaus                                                      | 21                                                                                |               |                                         |               |
| 20                                  | Limbach                 | 1.629         | Allodialgut Rothenkirchen                                                         | 20                                                                                |               |                                         |               |
| 21                                  | Morgenröthe-Rautenkranz | 1.453         | Rittergut Pfaffengrün                                                             | 19                                                                                |               |                                         |               |
| 22                                  | Grün                    | 1.522         | Rittergut Grün                                                                    | 18                                                                                |               |                                         |               |
| 23                                  | Werda                   | 1.418         | Rittergut Treuen oberen Teils                                                     | 17                                                                                |               |                                         |               |
| 24                                  | Reumtengrün             | 1.370         | Rittergut Irfersgrün                                                              | 16                                                                                |               |                                         |               |
| 25                                  | Schreiersgrün           | 1.349         | Rittergut Limbach im Vogtland                                                     | 16                                                                                |               |                                         |               |
| 26                                  | Obersachsenberg         | 1.201         | Staatsforstrevier Sachsengrund                                                    | 14                                                                                |               |                                         |               |
| 27                                  | Wernesgrün              | 1.130         | Rittergut Treuen unteren Teils                                                    | 14                                                                                |               |                                         |               |
| 28                                  | Brunn                   | 1.121         | Rittergut Bergen bei Falkenstein                                                  | 12                                                                                |               |                                         |               |
| 29                                  | Hammerbrücke            | 1.119         | Staatsforstrevier Rautenkranz                                                     | 12                                                                                |               |                                         |               |
| 30                                  | Waldkirchen             | 997           | Rittergut Sorga                                                                   | 12                                                                                |               |                                         |               |
| 31                                  | Tannenbergsthal         | 968           | Waldgut Untersachsenberg                                                          | 10                                                                                |               |                                         |               |
| 32                                  | Beerheide               | 945           | Rittergut Werda                                                                   | 10                                                                                |               |                                         |               |
| 33                                  | Neustadt                | 901           | Rittergut Rützengrün                                                              | 7                                                                                 |               |                                         |               |
| 34                                  | Schnarrtanne            | 873           | Staatsforstrevier Georgengrün                                                     | 5                                                                                 |               |                                         |               |
| 35                                  | Eich                    | 817           | Staatsforstrevier Tannenbergsthal                                                 | 5                                                                                 |               |                                         |               |
| 36                                  | Trieb                   | 810           | Staatsforstrevier Kottenhaide                                                     | 4                                                                                 |               |                                         |               |
| 37                                  | Friedrichsgrün          | 805           | Staatsforstrevier Brotenfeld (Anteil)                                             | 0                                                                                 |               |                                         |               |
| 38                                  | Hartmannsgrün           | 772           | Staatsforstrevier Brunndöbra                                                      | 0                                                                                 |               |                                         |               |
| 39                                  | Wildenau                | 761           | Staatsforstrevier Treuener Wald                                                   | 0                                                                                 |               |                                         |               |
| 40                                  | Rützengrün              | 703           | Staatsforstrevier Erlbach                                                         | 0                                                                                 |               |                                         |               |
| 41                                  | Röthenbach              | 680           | Heilstätte Albertsberg: 1904/1909 aus Staatsforstrevier Georgengrün ausgegliedert | Heilstätte Albertsberg: 1904/1909 aus Staatsforstrevier Georgengrün ausgegliedert |               |                                         |               |
| 42                                  | Oberlauterbach          | 656           |                                                                                   |                                                                                   |               |                                         |               |
| 43                                  | Vogelsgrün              | 642           |                                                                                   |                                                                                   |               |                                         |               |
| 44                                  | Irfersgrün              | 598           |                                                                                   |                                                                                   |               |                                         |               |
| 45                                  | Herlasgrün              | 591           |                                                                                   |                                                                                   |               |                                         |               |
| 46                                  | Jägersgrün              | 572           |                                                                                   |                                                                                   |               |                                         |               |
| 47                                  | Mulde                   | 535           |                                                                                   |                                                                                   |               |                                         |               |
| 48                                  | Altmannsgrün            | 514           |                                                                                   |                                                                                   |               |                                         |               |
| 49                                  | Pfaffengrün             | 505           |                                                                                   |                                                                                   |               |                                         |               |
| 50                                  | Gottesberg              | 497           |                                                                                   |                                                                                   |               |                                         |               |
| 51                                  | Kottengrün              | 473           |                                                                                   |                                                                                   |               |                                         |               |
| 52                                  | Schönbrunn              | 463           |                                                                                   |                                                                                   |               |                                         |               |
| 53                                  | Perlas                  | 425           |                                                                                   |                                                                                   |               |                                         |               |
| 54                                  | Weißensand              | 404           |                                                                                   |                                                                                   |               |                                         |               |
| 55                                  | Plohn                   | 380           |                                                                                   |                                                                                   |               |                                         |               |
| 56                                  | Poppengrün              | 349           |                                                                                   |                                                                                   |               |                                         |               |
| 57                                  | Unterlauterbach         | 315           |                                                                                   |                                                                                   |               |                                         |               |
| 58                                  | Pechtelsgrün            | 306           |                                                                                   |                                                                                   |               |                                         |               |
| 59                                  | Schönau                 | 289           |                                                                                   |                                                                                   |               |                                         |               |
| 60                                  | Pillmannsgrün           | 255           |                                                                                   |                                                                                   |               |                                         |               |
| 61                                  | Buchwald                | 253           |                                                                                   |                                                                                   |               |                                         |               |
| 62                                  | Neudorf                 | 227           |                                                                                   |                                                                                   |               |                                         |               |
| 63                                  | Mühlleithen             | 211           |                                                                                   |                                                                                   |               |                                         |               |
| 64                                  | Oberzwota               | 209           |                                                                                   |                                                                                   |               |                                         |               |
| 65                                  | Gospersgrün             | 207           |                                                                                   |                                                                                   |               |                                         |               |
| 66                                  | Wolfspfütz              | 198           |                                                                                   |                                                                                   |               |                                         |               |
| 67                                  | Wetzelsgrün             | 195           |                                                                                   |                                                                                   |               |                                         |               |
| 68                                  | Siehdichfür             | 110           |                                                                                   |                                                                                   |               |                                         |               |
| 69                                  | Abhorn                  | 90            |                                                                                   |                                                                                   |               |                                         |               |

## Amtshauptleute und Landräte
- 1874–1877: Kurt Woldemar von Gottschalck
- 1877–1892: Maximilian von Polenz
- 1892–1896: Egmont Bonitz
- 1896–1905: Richard Beeger
- 1905–1910: Gottfried Emanuel Michel
- 1910–1913: Alfred von Nostitz-Wallwitz
- 1913–1916: Hugo Grille
- 1916–1920: Hermann Vogel von Frommannshausen
- 1920–1928: Herbert Schelcher
- 1928–1939: Hans Bake
- 1939–1944: Gerhard Becker (ab 1941 nicht mehr kommissarisch)
- 1944–1945: Bernhard Müller
- 1945–1946: Hans Sammler (SPD, SED)